# سجاد جعفری
سجاد جعفری (زادهٔ ۲۷ دی ۱۳۷۵ در مغان) یک بازیکن فوتبال اهل ایران است که در پست هافبک میانی برای باشگاه فوتبال پیکان بازی می‌کند.

## دوران باشگاهی

### نفت مسجدسلیمان
وی اولین بازی خود در لیگ برتر خلیج فارس را در هفته اول لیگ برتر فوتبال ایران ۹۹–۱۳۹۸، مقابل باشگاه فوتبال تراکتور انجام داد.
وی همچنین اولین گل خود در لیگ برتر خلیج فارس را در هفته ششم لیگ برتر فوتبال ایران ۹۹–۱۳۹۸، مقابل باشگاه فوتبال پیکان به ثمر رساند.

### ذوب آهن اصفهان
وی پس از عملکرد خوب در نفت مسجد سلیمان مورد توجه باشگاه ذوب آهن قرار گرفت و با قراردادی دوساله به این تیم ملحق شد
شمس آذر قزوین
وی در مرداد ماه سال ۱۴۰۲ به باشگاه فوتبال شمس‌آذر پیوست. همچنین نخستین بازی وی در این تیم مقابل باشگاه فوتبال مس رفسنجان در هفته سوم لیگ برتر فوتبال ایران ۰۳–۱۴۰۲ که این دیدار با نتیجه ۳ بر ۰ به سود شمس آذر به پایان رسید.